# Comunitat de comunes de la Ria d'Étel
La Comunitat de municipis de la Ria d'Étel (en bretó Kumuniezh kumunioù Stêr an Intel) és una estructura intercomunal francesa, situada al departament d'Ar Mor-Bihan a la regió Bretanya, al País d'Auray. Té una extensió de 88,02 kilòmetres quadrats i una població d'11.498 habitants (2006).

## Composició
Agrupa 4 comunes :
1. Erdeven
2. Belz
3. Étel
4. Locoal-Mendon